# Puchar Turcji w piłce siatkowej mężczyzn (2022/2023)
Puchar Turcji w piłce siatkowej mężczyzn 2022/2023 (oficjalnie: Erkekler AXA Sigorta Kupa Voley Dünya Baltacıoğlu Özel Sezonu) – 29. edycja siatkarskiego Pucharu Turcji zorganizowana przez Turecki Związek Piłki Siatkowej (Türkiye Voleybol Federasyonu, TVF). Zainaugurowana została 23 września 2022 roku.
W rozgrywkach uczestniczyło 14 drużyn grających w AXA Sigorta Efeler Ligi. Rozgrywki składały się z fazy grupowej, ćwierćfinałów oraz turnieju finałowego, w ramach którego rozegrane zostały półfinały i finał.
Turniej finałowy odbył się w dniach 17-18 kwietnia 2023 roku w Cengiz Göllü Voleybol Salonu w Bursie. Po raz ósmy Puchar Turcji zdobył klub Halkbank, który w finale pokonał Fenerbahçe HDI Sigorta. MVP finału wybrany został Amerykanin Thomas Jaeschke.
Rozgrywki o Puchar Turcji poświęcone były pamięci byłego reprezentanta Turcji Dünyi Baltacıoğlu.

## System rozgrywek
Rozgrywki o Puchar Turcji w sezonie 2022/2023 składały się z fazy grupowej, ćwierćfinałów oraz turnieju finałowego.
Faza grupowa

W fazie grupowej uczestniczyło 12 drużyn: te, które w sezonie 2021/2022 w najwyższej klasie rozgrywkowej zajęły miejsca 3-10 oraz cztery zespoły, które dołączyły do Efeler Ligi z 1. Ligi. Zostały one podzielone na trzy grupy za pomocą tzw. systemu serpentyny na podstawie miejsc zajętych w rozgrywkach ligowych w sezonie 2021/2022. W ramach grupy zespoły rozegrały między sobą po jednym spotkaniu. Do ćwierćfinałów awansowały po dwie najlepsze drużyny z każdej grupy.
| Grupa A | Grupa B                                                       | Grupa C                                                                          |
| --- | ------------------------------------------------------------- | -------------------------------------------------------------------------------- |
| 3. miejsce w AXA Sigorta Efeler Ligi (Fenerbahçe HDI Sigorta) | 4. miejsce w AXA Sigorta Efeler Ligi (Arkas Spor Izmir)       | 5. miejsce w AXA Sigorta Efeler Ligi (Galatasaray HDI Sigorta)                   |
| 8. miejsce w AXA Sigorta Efeler Ligi (Bursa Büyükşehir Belediyesi) | 7. miejsce w AXA Sigorta Efeler Ligi (Spor Toto)              | 6. miejsce w AXA Sigorta Efeler Ligi (Cizre Belediyespor)                        |
| 9. miejsce w AXA Sigorta Efeler Ligi (Altekma) | 10. miejsce w AXA Sigorta Efeler Ligi (Tokat Belediye Plevne) | 11. miejsce w AXA Sigorta Efeler Ligi(1) (Hekimoğlu Global Connect Travel Bursa) |
| 2. miejsce w 1. Lidze (Hatay Büyükşehir Belediyespor) | 1. miejsce w 1. Lidze (Türşad)                                | 12. miejsce w AXA Sigorta Efeler Ligi(2) (Develi Belediyespor)                   |
| Uwagi: (1) Hekimoğlu Global Connect Travel Bursa odkupił licencję od klubu Yeni Kızıltepe Spor, który zajął 11. miejsce w AXA Sigorta Efeler Ligi w sezonie 2021/2022. (2) Develi Belediyespor odkupił licencję od klubu Sorgun Belediyespor, który zajął 12. miejsce w AXA Sigorta Efeler Ligi. |                                                               |                                                                                  |

Ćwierćfinały

Bezpośredni awans do ćwierćfinałów uzyskały drużyny, które w AXA Sigorta Efeler Ligi w sezonie 2021/2022 zajęły miejsca 1-2. Zostały one rozstawione w drabince tak, że mogły na siebie trafić dopiero w finale. Pozostałe drużyny brały udział w losowaniu wyłaniającym ćwierćfinałowe pary. W ramach pary odbywało się jedno spotkanie decydujące o awansie do półfinału. Gospodarzem meczu była drużyna, która zajęła wyższe miejsce w rozgrywkach ligowych w sezonie 2021/2022.
Turniej finałowy

Turniej finałowy składał się z półfinałów i finału. Nie był grany mecz o 3. miejsce.
Pary półfinałowe powstały zgodnie z drabinką turniejową. Zwycięzcy półfinałów rozegrali mecz finałowy o Puchar Turcji.

## Drużyny uczestniczące
| AXA Sigorta Efeler Ligi (14 drużyn)   | AXA Sigorta Efeler Ligi (14 drużyn) |
| ------------------------------------- | ----------------------------------- |
| Altekma                               | faza grupowa                        |
| Arkas Spor Izmir                      | półfinał                            |
| Bursa Büyükşehir Belediyesi           | ćwierćfinał                         |
| Cizre Belediyespor                    | faza grupowa                        |
| Develi Belediyespor                   | faza grupowa                        |
| Fenerbahçe HDI Sigorta                | finał                               |
| Galatasaray HDI Sigorta               | ćwierćfinał                         |
| Halkbank                              | zwycięstwo                          |
| Hatay Büyükşehir Belediyespor         | faza grupowa                        |
| Hekimoğlu Global Connect Travel Bursa | ćwierćfinał                         |
| Spor Toto                             | faza grupowa                        |
| Tokat Belediye Plevne                 | faza grupowa                        |
| Türşad                                | ćwierćfinał                         |
| Ziraat Bankkart                       | półfinał                            |

## Rozgrywki

### Faza grupowa
awans do ćwierćfinału

#### Grupa A
Tabela
| Lp. | Drużyna                       | Mecze | Mecze   | Mecze   | Pkt | Sety | Sety | Sety  | Małe punkty | Małe punkty | Małe punkty |
| Lp. | Drużyna                       | M     | W (3:2) | P (2:3) | Pkt | wyg. | prz. | ratio | zdob.       | str.        | ratio       |
| --- | ----------------------------- | ----- | ------- | ------- | --- | ---- | ---- | ----- | ----------- | ----------- | ----------- |
| 1   | Fenerbahçe HDI Sigorta        | 3     | 3 (0)   | 0 (0)   | 9   | 9    | 1    | 9.000 | 261         | 220         | 1.186       |
| 2   | Bursa Büyükşehir Belediyesi   | 3     | 2 (0)   | 1 (0)   | 6   | 7    | 4    | 1.750 | 278         | 258         | 1.078       |
| 3   | Hatay Büyükşehir Belediyespor | 3     | 1 (0)   | 2 (0)   | 3   | 3    | 6    | 0.500 | 205         | 210         | 0.976       |
| 4   | Altekma                       | 3     | 0 (0)   | 3 (0)   | 0   | 1    | 9    | 0.111 | 193         | 249         | 0.775       |

Źródło: TVF (tur.)
Punktacja: 3:0 i 3:1 – 3 pkt; 3:2 – 2 pkt; 2:3 – 1 pkt; 1:3 i 0:3 – 0 pkt
Zasady ustalania kolejności: 1. liczba zwycięstw; 2. liczba punktów; 3. stosunek setów; 4. stosunek małych punktów; 5. bilans w bezpośrednich meczach
Wyniki spotkań
| 23.09.2022 14:00 (UTC+3) | Fenerbahçe HDI Sigorta | 3:0 (25:23, 25:23, 25:21) | Hatay Büyükşehir Belediyespor | Başkent Voleybol Salonu, Ankara Widzów: 600 Sędziowie: Zeki Bocutcu i Erhan Alparslan |

| 23.09.2022 17:00 (UTC+3) | Bursa Büyükşehir Belediyesi | 3:1 (24:26, 25:14, 25:21, 25:23) | Altekma | Başkent Voleybol Salonu, Ankara Widzów: 155 Sędziowie: Yasin Okumuş i Bilal Çağlar |

| 24.09.2022 14:00 (UTC+3) | Hatay Büyükşehir Belediyespor | 0:3 (21:25, 18:25, 24:26) | Bursa Büyükşehir Belediyesi | Başkent Voleybol Salonu, Ankara Widzów: 100 Sędziowie: Burhan İlhan i Ali Sarıkuzu |

| 24.09.2022 17:00 (UTC+3) | Altekma | 0:3 (16:25, 18:25, 16:25) | Fenerbahçe HDI Sigorta | Başkent Voleybol Salonu, Ankara Widzów: 400 Sędziowie: İsmail Yıldırım i Erkan Sarı |

| 25.09.2022 13:00 (UTC+3) | Altekma | 0:3 (18:25, 20:25, 21:25) | Hatay Büyükşehir Belediyespor | Başkent Voleybol Salonu, Ankara Widzów: 150 Sędziowie: Yasin İlhan i Meryem Tekol Pelenk |

| 25.09.2022 16:00 (UTC+3) | Fenerbahçe HDI Sigorta | 3:1 (29:31, 32:30, 25:19, 25:23) | Bursa Büyükşehir Belediyesi | Başkent Voleybol Salonu, Ankara Widzów: 450 Sędziowie: İsmail Yıldırım i İlknur Çakar |

#### Grupa B
Tabela
| Lp. | Drużyna               | Mecze | Mecze   | Mecze   | Pkt | Sety | Sety | Sety  | Małe punkty | Małe punkty | Małe punkty |
| Lp. | Drużyna               | M     | W (3:2) | P (2:3) | Pkt | wyg. | prz. | ratio | zdob.       | str.        | ratio       |
| --- | --------------------- | ----- | ------- | ------- | --- | ---- | ---- | ----- | ----------- | ----------- | ----------- |
| 1   | Türşad                | 3     | 3 (2)   | 0 (0)   | 7   | 9    | 5    | 1.800 | 314         | 286         | 1.098       |
| 2   | Arkas Spor            | 3     | 2 (0)   | 1 (1)   | 7   | 8    | 3    | 2.667 | 253         | 216         | 1.171       |
| 3   | Spor Toto             | 3     | 1 (0)   | 2 (0)   | 3   | 4    | 7    | 0.571 | 238         | 258         | 0.922       |
| 4   | Tokat Belediye Plevne | 3     | 0 (0)   | 3 (1)   | 1   | 3    | 9    | 0.333 | 241         | 286         | 0.843       |

Źródło: TVF (tur.)
Punktacja: 3:0 i 3:1 – 3 pkt; 3:2 – 2 pkt; 2:3 – 1 pkt; 1:3 i 0:3 – 0 pkt
Zasady ustalania kolejności: 1. liczba zwycięstw; 2. liczba punktów; 3. stosunek setów; 4. stosunek małych punktów; 5. bilans w bezpośrednich meczach
Wyniki spotkań
| 23.09.2022 16:00 (UTC+3) | Arkas Spor Izmir | 2:3 (25:22, 18:25, 24:26, 25:19, 11:15) | Türşad | Burhan Felek Vestel Voleybol Salonu, Stambuł Widzów: brak danych Sędziowie: Erdal Akıncı i Recep Karakoç |

| 23.09.2022 19:00 (UTC+3) | Spor Toto | 3:1 (29:27, 25:21, 23:25, 25:12) | Tokat Belediye Plevne | Burhan Felek Vestel Voleybol Salonu, Stambuł Widzów: 60 Sędziowie: Erol Akbulut i Aylin Nazire Turnaoğlu |

| 24.09.2022 14:00 (UTC+3) | Türşad | 3:1 (23:25, 25:12, 25:20, 25:23) | Spor Toto | Burhan Felek Vestel Voleybol Salonu, Stambuł Widzów: 110 Sędziowie: Ebru Kaya i Mehmet Topal |

| 24.09.2022 17:00 (UTC+3) | Tokat Belediye Plevne | 0:3 (14:25, 23:25, 16:25) | Arkas Spor Izmir | Burhan Felek Vestel Voleybol Salonu, Stambuł Widzów: 250 Sędziowie: Yener Seçkin i Mehmet Gül |

| 25.09.2022 13:00 (UTC+3) | Tokat Belediye Plevne | 2:3 (20:25, 18:25, 25:19, 25:23, 15:17) | Türşad | Burhan Felek Vestel Voleybol Salonu, Stambuł Widzów: 120 Sędziowie: Caner Çıldır i Selçuk Görmen |

| 25.09.2022 16:00 (UTC+3) | Arkas Spor Izmir | 3:0 (25:15, 25:21, 25:20) | Spor Toto | Burhan Felek Vestel Voleybol Salonu, Stambuł Widzów: 160 Sędziowie: Sadettin Deneri i Tuncay Sevim |

#### Grupa C
Tabela
| Lp. | Drużyna                               | Mecze | Mecze   | Mecze   | Pkt | Sety | Sety | Sety  | Małe punkty | Małe punkty | Małe punkty |
| Lp. | Drużyna                               | M     | W (3:2) | P (2:3) | Pkt | wyg. | prz. | ratio | zdob.       | str.        | ratio       |
| --- | ------------------------------------- | ----- | ------- | ------- | --- | ---- | ---- | ----- | ----------- | ----------- | ----------- |
| 1   | Galatasaray HDI Sigorta               | 3     | 2 (0)   | 1 (1)   | 7   | 8    | 3    | 2.667 | 257         | 229         | 1.122       |
| 2   | Hekimoğlu Global Connect Travel Bursa | 3     | 2 (1)   | 1 (1)   | 6   | 8    | 5    | 1.600 | 283         | 274         | 1.033       |
| 3   | Cizre Belediyespor                    | 3     | 2 (1)   | 1 (0)   | 5   | 6    | 5    | 1.200 | 239         | 242         | 0.988       |
| 4   | Develi Belediyespor                   | 3     | 0 (0)   | 3 (0)   | 0   | 0    | 9    | 0.000 | 198         | 232         | 0.853       |

Źródło: TVF (tur.)
Punktacja: 3:0 i 3:1 – 3 pkt; 3:2 – 2 pkt; 2:3 – 1 pkt; 1:3 i 0:3 – 0 pkt
Zasady ustalania kolejności: 1. liczba zwycięstw; 2. liczba punktów; 3. stosunek setów; 4. stosunek małych punktów; 5. bilans w bezpośrednich meczach
Wyniki spotkań
| 23.09.2022 16:00 (UTC+3) | Cizre Belediyespor | 3:2 (25:21, 16:25, 21:25, 25:19, 15:10) | Hekimoğlu Global Connect Travel Bursa | Atatürk Voleybol Salonu, Izmir Widzów: 200 Sędziowie: Hakkı Demiralay i Ferhat Büyükpamukçu |

| 23.09.2022 19:00 (UTC+3) | Galatasaray HDI Sigorta | 3:0 (25:22, 25:22, 25:22) | Develi Belediyespor | Atatürk Voleybol Salonu, Izmir Widzów: 150 Sędziowie: Cihat Küçükboyacı i Eyüp Can Kayışoğlu |

| 24.09.2022 15:00 (UTC+3) | Hekimoğlu Global Connect Travel Bursa | 3:2 (17:25, 25:27, 26:24, 25:19, 15:12) | Galatasaray HDI Sigorta | Atatürk Voleybol Salonu, Izmir Widzów: 300 Sędziowie: Hakkı Demiralay i Ferhat Büyükpamukçu |

| 24.09.2022 17:30 (UTC+3) | Develi Belediyespor | 0:3 (30:32, 19:25, 18:25) | Cizre Belediyespor | Atatürk Voleybol Salonu, Izmir Widzów: 60 Sędziowie: Arzu Uzatöz i Eyüp Can Kayışoğlu |

| 25.09.2022 13:00 (UTC+3) | Hekimoğlu Global Connect Travel Bursa | 3:0 (25:23, 25:22, 25:20) | Develi Belediyespor | Atatürk Voleybol Salonu, Izmir Widzów: 75 Sędziowie: Cihat Küçükboyacı i Serhat Semiz |

| 25.09.2022 16:00 (UTC+3) | Galatasaray HDI Sigorta | 3:0 (25:23, 25:14, 25:18) | Cizre Belediyespor | Atatürk Voleybol Salonu, Izmir Widzów: brak danych Sędziowie: Hakkı Demiralay i Ferhat Büyükpamukçu |

### Ćwierćfinały
| 22.12.2022 18:00 (UTC+3) | Ziraat Bankkart | 3:2 (22:25, 31:29, 25:16, 22:25, 15:10) | Galatasaray HDI Sigorta | Başkent Voleybol Salonu, Ankara Widzów: 1400 Sędziowie: Yavuz Akdemir i Erhan Alparslan |

| 21.12.2022 15:00 (UTC+3) | Fenerbahçe HDI Sigorta | 3:1 (25:23, 25:22, 24:26, 25:18) | Hekimoğlu Global Connect Travel Bursa | Burhan Felek Vestel Voleybol Salonu, Stambuł Widzów: 300 Sędziowie: Ramazan Çevik i Mehmet Gül |

| 21.12.2022 18:00 (UTC+3) | Arkas Spor Izmir | 3:1 (26:28, 25:14, 25:23, 25:16) | Bursa Büyükşehir Belediyesi | Atatürk Voleybol Salonu, Izmir Widzów: 480 Sędziowie: Ozan Çağı Sarıkaya i Eyüp Can Kayışoğlu |

| 22.12.2022 15:00 (UTC+3) | Halkbank | 3:1 (25:17, 21:25, 25:14, 25:15) | Türşad | Başkent Voleybol Salonu, Ankara Widzów: 800 Sędziowie: Koray Yılmazgil i İlknur Çakar |

### Turniej finałowy

#### Półfinały
| 17.04.2023 16:00 (UTC+3) | Arkas Spor Izmir | 0:3 (14:25, 16:25, 23:25) | Halkbank | Cengiz Göllü Voleybol Salonu, Bursa Widzów: 1400 Sędziowie: Sadettin Deneri i Ahmet Oğuzhan Ünal |

| 17.04.2023 21:00 (UTC+3) | Ziraat Bankkart | 2:3 (25:27, 25:17, 25:16, 22:25, 13:15) | Fenerbahçe HDI Sigorta | Cengiz Göllü Voleybol Salonu, Bursa Widzów: 2000 Sędziowie: Yavuz Akdemir i Ozan Çağı Sarıkaya |

#### Finał
| 18.04.2023 17:00 (UTC+3) | Fenerbahçe HDI Sigorta | 0:3 (21:25, 18:25, 12:25) | Halkbank | Cengiz Göllü Voleybol Salonu, Bursa Widzów: 4000 Sędziowie: Ozan Çağı Sarıkaya i Ahmet Oğuzhan Ünal |